# 症候群
症候群（しょうこうぐん、英: syndrome、シンドローム）とは、同時に起きる一連の症候のこと。原因不明ながら共通の病態（自他覚症状・検査所見・画像所見など）を示す患者が多い場合に、そのような症状の集まりに名をつけ扱いやすくしたものである。シンドロームの原義は「同時進行」であり、同時発生様の社会現象などを指す用語としても使われる。

## 名づけ

### エポニム
新しく認められた症候群の命名に、決まった共通の規則はない。最初に発表した医師や医師グループの名を冠した症候群も数多く、このように名づけられたものはエポニムと呼ばれる。症状を最初に呈した患者や、発生した都市（ストックホルム症候群）の名をとる場合もある。医師がためらっても、患者が自身の名にちなんだ命名を切望するような極端な事例もある。近年ではエポニムではなく、症状や根本原因による叙述的な名づけへと変化してきてはいるが、それでもエポニムの症候群名は広く使われ続けている。

### 「症候群」と「〜病」
原因が判明した場合にはその名前が変更されたり、時には他の病名と統合されたりすることがある。一方で原因判明後も長い間そのまま慣用的に使われている「症候群」は多く、逆に「〜病」の名を冠する原因不明の疾患も多くあり、実際には明確な区別がなされていないことが多い。これは遺伝性の症候群で特に当てはまる。
- 原因が判明したにもかかわらず「症候群」と呼ばれている疾患の例
  - 重症急性呼吸器症候群（SARS）、後天性免疫不全症候群（AIDS）：いずれもウイルス感染が原因の単一疾患であることが判明している。
  - ダウン症候群：第21染色体のトリソミー（1対2本あるべき染色体が3本ある）による。近年では21トリソミーと呼ばれることも増えた。なお、18トリソミーは別名「エドワード症候群」であったが、こちらはあまり使われない。

- 原因不明、単一疾患であるかも不明ながら、「〜病」と呼ばれる疾患の例
  - 川崎病：小児の急性熱性疾患。原因不明。散発的に流行することから感染の関与が疑わしい一方で、症状の程度や検査所見の傾向にばらつきが大きく、単一疾患であるかも疑わしい。
  - ベーチェット病：膠原病類縁疾患。特定のHLAに関連することが多いことはわかっているが、原因は不明。

精神科領域においては、扱う疾患のほぼ全てが症候群と呼ぶべき疾患であるため、利便性の問題から症候群とは呼ばず○○病・○○症と言った語を用いる。

### 「症候群」と「連合」
遺伝医学の分野では、「症候群」という用語は根本原因となる遺伝子が判明しているときにしか慣例上使用されず、疑わしくはあっても不明であれば「連合（英: association）」と呼ばれることがある。定義では連合は、有意に頻度の高い組み合わせで症状の集まりが出るということを示す。2005年までCHARGE症候群は「CHARGE連合」と最もよく呼ばれていたが、主要な原因となる遺伝子 (CHD7) が発見され名称が変更された。VACTERL連合の根本原因は統一見解が決定されていないため、一般に「症候群」とは呼ばれない。

## 歴史
イブン・スィーナー（アウィケンナ、980年 - 1037年）が著作『医学典範』の中で、特定の病気の診断に症候群という考えを開いたとも言われる。医学における症候群という概念は17世紀にトマス・シデナムがさらに発展させた。

## 医学分野以外
生物学で「シンドローム」は、特徴の形質群を言い表すために、より一般的な意味合いでさまざまな文脈に用いられる。例：送粉シンドローム。
また「同時進行」という原義から、ある原因で同時多発的に生じる社会現象や一連の（良くない）事態を病気になぞらえて呼ぶ接尾語としても用いられる。
ケスラーシンドローム、チャイナシンドローム、ファットフィンガーシンドローム、スプリットブレインシンドローム、RAS症候群などが例として挙げられる。